# Модус поненс
У логици, модус поненс је једноставан, валидан облик аргумента. Често се употребљава. Следећег је облика: 
Ако , онда Q.
.
Следи, .
Записано у нотацији логичких оператора:
{\displaystyle ((P\Rightarrow Q)\land P)\Rightarrow Q}
где {\displaystyle \Rightarrow } представља логичко тврђење (да је Q тачно).
Модус поненс се може записати и на следећи начин:
{\displaystyle \qquad {\frac {(P\Rightarrow Q),P}{Q}}.}
Аргумент има две премисе. Прва је ако-онда, условно тврђење, да из P следи Q (P имплицира Q). Друга премиса је да је P, антецедент условног тврђења тачно. Из ове две премисе се може логички закључити да и Q мора бити тачно.
Следи пример логичког закључивања које има облик модус поненса:
Ако напољу пада киша, понећу кишобран.
Напољу пада киша.
Стога, понећу кишобран.
Чињеница да је аргумент валидан не значи да је било који од исказа у њему истинит; валидност модус поненса нам говори да закључак мора бити истинит уколико су све премисе истините.

## Образложење преко таблице истинитости
Тачност модус поненса у класичној двосмијерној логици може се јасно показати употребом таблице истинитости.
| p | q | p ⇒ q |
| - | - | ----- |
| T | T | T     |
| T | F | F     |
| F | T | T     |
| F | F | T     |

У инстанцама модус поненса претпостављамо као премису да је p ⇒ q  тачно и да је p тачно. Само један ред у таблици истинитости - први - задовољава ова два услова (p  and p ⇒ q). У том реду q је такође тачно. Према томе, кад год је p ⇒ q тачно и p тачно, q такође мора бити тачно.